# Таліга
Таліга (ісп. Táliga) — муніципалітет в Іспанії, у складі автономної спільноти Естремадура, у провінції Бадахос. Населення — 792 особи (2010).
Муніципалітет розташований на відстані близько 350 км на південний захід від Мадрида, 40 км на південь від Бадахоса.

## Демографія
Динаміка населення (INE ):